# Stoianove (Zaharivka), Rozdilna
Stoianove (în ucraineană Стоянове) este un sat în comuna Zaharivka din raionul Rozdilna, regiunea Odesa, Ucraina.

## Demografie
Componența lingvistică a localității Stoianove
     Ucraineană (89,75%)
     Română (6,01%)
     Rusă (4,24%)
Conform recensământului din 2001, majoritatea populației localității Stoianove era vorbitoare de ucraineană (89,75%), existând în minoritate și vorbitori de română (6,01%) și rusă (4,24%).